# کوهورس (واحد نظامی)

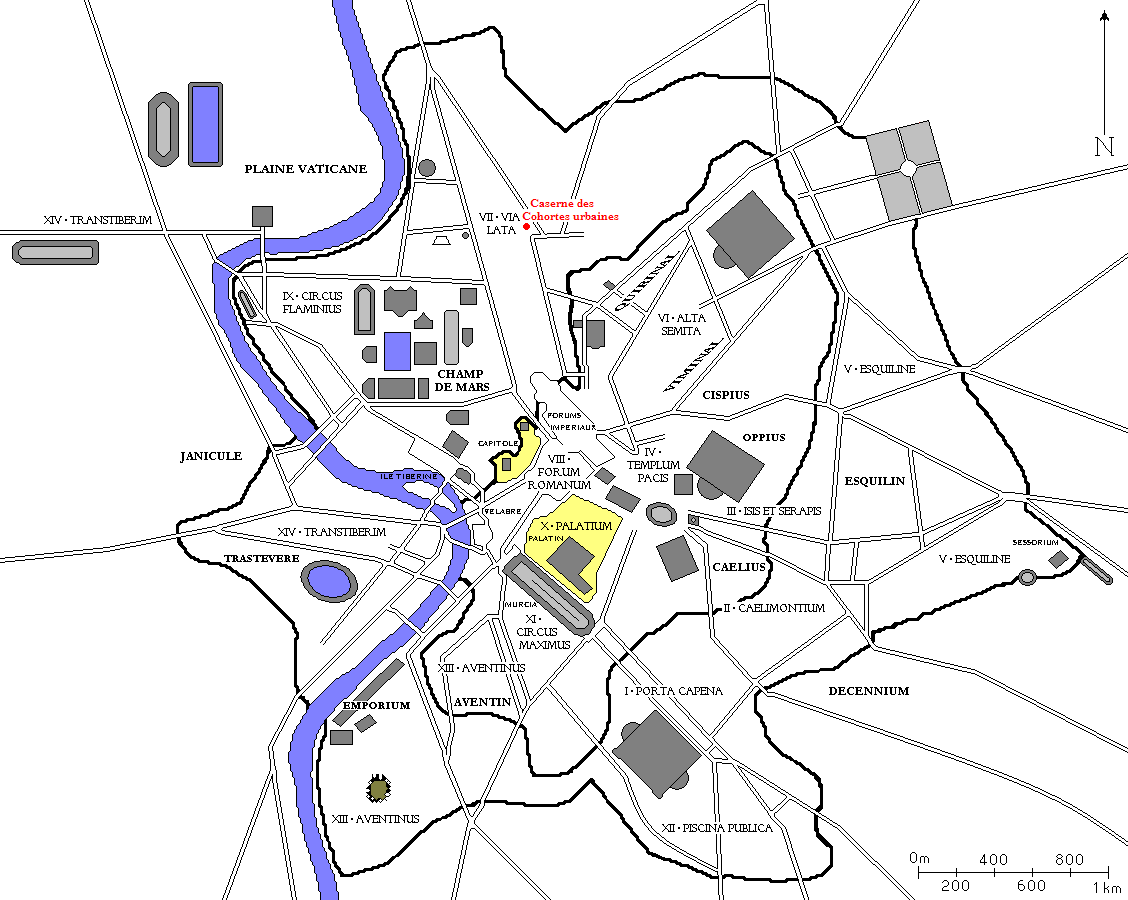
کوهورس (واحد نظامی)

یک کوهورس (به لاتین: Cohors) یک واحدنظامی تاکتیکی استاندارد در یک لژیون رومی بود. هرچند اندازه استاندارد آن در طول زمان و به‌مقتضای شرایط تغییر می‌کرد اما عموماً متشکل از ۴۸۰ سرباز بود. فرض بر این است که یک کوهورس معادل (برابرنهاد) با یک گردان امروزی است. در پی اصلاحاتی که در ۱۰۷ پیش از میلاد به گایوس ماریوس نسبت داده‌می‌شود، کوهورس جای مانیپولوس را گرفت. اندکی بعد از اصلاحات نظامی ماریوس، و تا اواسط سده سوم میلادی، ده کوهورس (در کل حدود ۵۰۰۰ نفر) یک لژیون را تشکیل می‌دادند. کوهورس‌ها را به‌صورت «کوهورس نخست»، «کوهورس دوم» و غیره نام‌گذاری می‌کردند. نخستین کوهورس متشکل از لژیونرهای باتجربه بود، درحالی‌که لژیونرهای دهمین کوهورس تجربه جنگی کمتری داشتند.

## یادداشت
1. ↑  به لاتین Manipulus